# Cerville
Cerville é uma comuna francesa na região administrativa de Grande Leste, no departamento de Meurthe-et-Moselle. Estende-se por uma área de 8,19 km². Em 2010 a comuna tinha 576 habitantes (densidade: 70,3 hab./km²).